# Термосфера
Термосфера (грч. therme — топлота и грч. sphaira — лопта) се простире између 80 километара и 800 километара изнад Земљине површине. Смештена је између мезосфере од које је одваја мезопауза и егзосфере од које је одваја термопауза. Одликује се наглим порастом температуре. Наиме, на висини од око 250 километара она достиже +250°C. Тај температурни скок везан је за апсорбовање Сунчевог краткоталасног зрачења.
У термосфери су ваздушне честице позитивне и негативне и називају се јони. Тај слој се назива јоносфера.